# Charlot (Ruderer)
Charlot war ein französischer Steuermann im wettkampfmäßigen Rudern. Er gehörte dem Club Cercle de l'Aviron de Roubaix an.

## Karriere
Charlot nahm an den Olympischen Spielen 1900 in Paris teil. Hier wurde er mit seiner Mannschaft im Vierer mit Steuermann Olympiasieger.